# Pieve di Cento
Pieve di Cento (en dialecte bolonyès: Pîv d Zent) és un comune (municipi) de la Ciutat metropolitana de Bolonya (antiga província de Bolonya), a la regió italiana d'Emilia-Romagna, situat uns 25 km al nord de Bolonya.
L'1 de gener de 2018 tenia 7.068 habitants.

## Danys sísmics
Dos terratrèmols importants van impactar a la regió l'any 2012, matant més de vint persones i deixant-ne milers sense llar. El primer tremolor es va produir d'hora al matí del 20 de maig; dues rèpliques més greus es van produir unes hores més tard, i una altra vegada nou dies després, causant un dany generalitzat, especialment als edificis ja debilitats pels anteriors terratrèmols.
A Pieve di Cento, la sacsejada va enfonsar la cúpula de l'església de Santa Maria Maggiore i va destruir la nau, i va amenaçar obres mestres del segle xvii de Guercino, Guido Reni i Lavinia Fontana, exposant-les als elements.